# George Minne
Georgius Joannes Leonardus (George) baron Minne (Gent, 30 augustus 1866 - Sint-Martens-Latem, 20 februari 1941) was een Vlaamse beeldhouwer, schilder en tekenaar.

## Levensloop
Minne werd in Gent geboren als zoon van de landmeter-architect Fredericus Augustus Minne (geboren in Gent op 12 maart 1841) en Emma Van Kakerken (geboorteakte Gent 1866). Van 1882 tot 1884 was hij leerling van Jean Delvin aan de Academie van Gent. Hij werd bevriend met de schrijver Maurice Maeterlinck in 1886. In deze periode maakte hij ook naam als boekillustrator: Serres Chaudes (1888), La Princesse Maleine (1889), Trois drames pour marionettes (1891) en Soeur Béatrice (1900) van Maurice Maeterlinck; Mon Coeur pleure d'Autrefois (1889) van Grégoire Le Roy en Les Villages illusoires (1895) van Emile Verhaeren. In 1890 exposeerde hij enkele van zijn beelden bij Les XX te Brussel en in 1891 werd hij lid van deze belangrijke kunstenaarsgroep. In datzelfde jaar trok hij naar Parijs om er Rodin op te zoeken. Hij werd er echter afgewezen.
Minne was al dertig toen hij nog een jaar, van 1895 tot 1896, cursus ging volgen aan de Koninklijke Academie voor Schone Kunsten van Brussel, bij Charles Van der Stappen. In 1898 ging hij zich in Sint-Martens-Latem vestigen en nam er de eerste Latemse groep kunstenaars op sleeptouw, de kunstschilders Albijn Van den Abeele, Valerius De Saedeleer, Albert Servaes en Gustave Van de Woestyne. Het werd de groep der mystieke symbolisten, de zogenaamde eerste Latemse School. Ook de schrijver Karel van de Woestijne en de Antwerpse musicus Lodewijk Ontrop waren er zijn trouwe vrienden en grote bewonderaars van zijn werk. 
Als kunstenaar ontwierp hij gedenktekens voor prominenten zoals Georges Rodenbach (1899), Emile Claus (1924), en het monument voor Koningin Astrid in het Stadspark van Antwerpen.
Kort voor de Eerste Wereldoorlog, in 1912, werd hij leraar aan de Gentse Academie. Tijdens de oorlog week hij met zijn vrouw uit naar Wales. Na de oorlog trok hij terug naar de Academie, als leraar, tot 1919. Op 25 april 1931 werd hem een baronstitel verleend.
Hij werd begraven op het kerkhof van Sint-Martens-Latem.

## Symbolisme
De thema's die Minne in zijn symbolistische stijl verwerkte, waren vooral: ascetische jongelingen, de piëta's en moeder en kind. Samen met Fernand Khnopff en Constantin Meunier genoot George Minne tijdens zijn leven internationale erkenning in de kringen van de art nouveau en het symbolisme.
In de tachtiger jaren van de 19e eeuw (rond 1880) kwam het symbolisme in Frankrijk op, zowel in de schilderkunst als in de literatuur. Het was een reactie op het impressionisme en ook op het sociaaleconomisch realisme. Het kwam erop aan het kunstwerk een subjectieve zeggingskracht te geven rond de menselijke figuur, in een raadselachtig-magische samenhang van erotiek en dood.

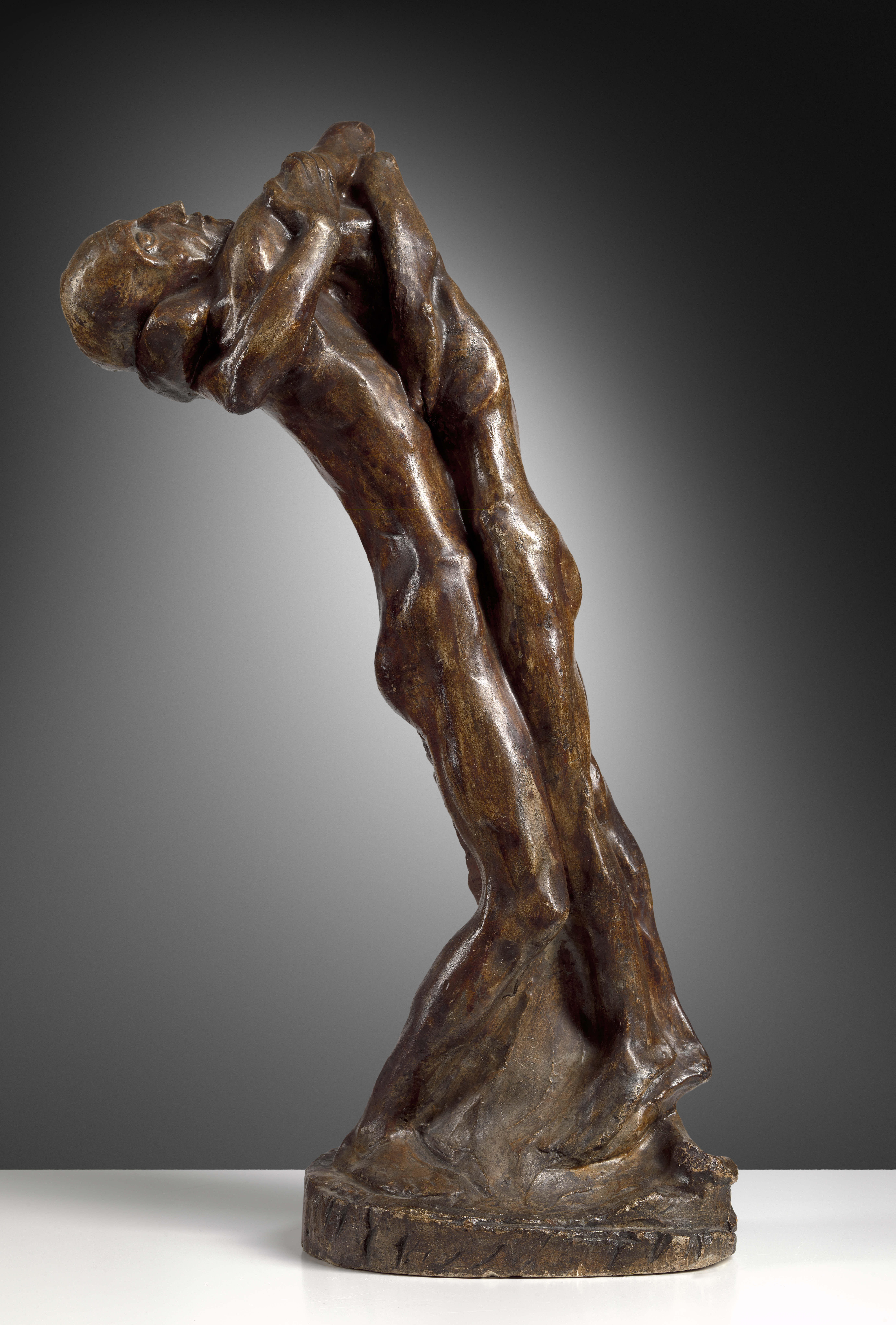
De verloren zoon, 1896, Museum voor Schone Kunsten Gent
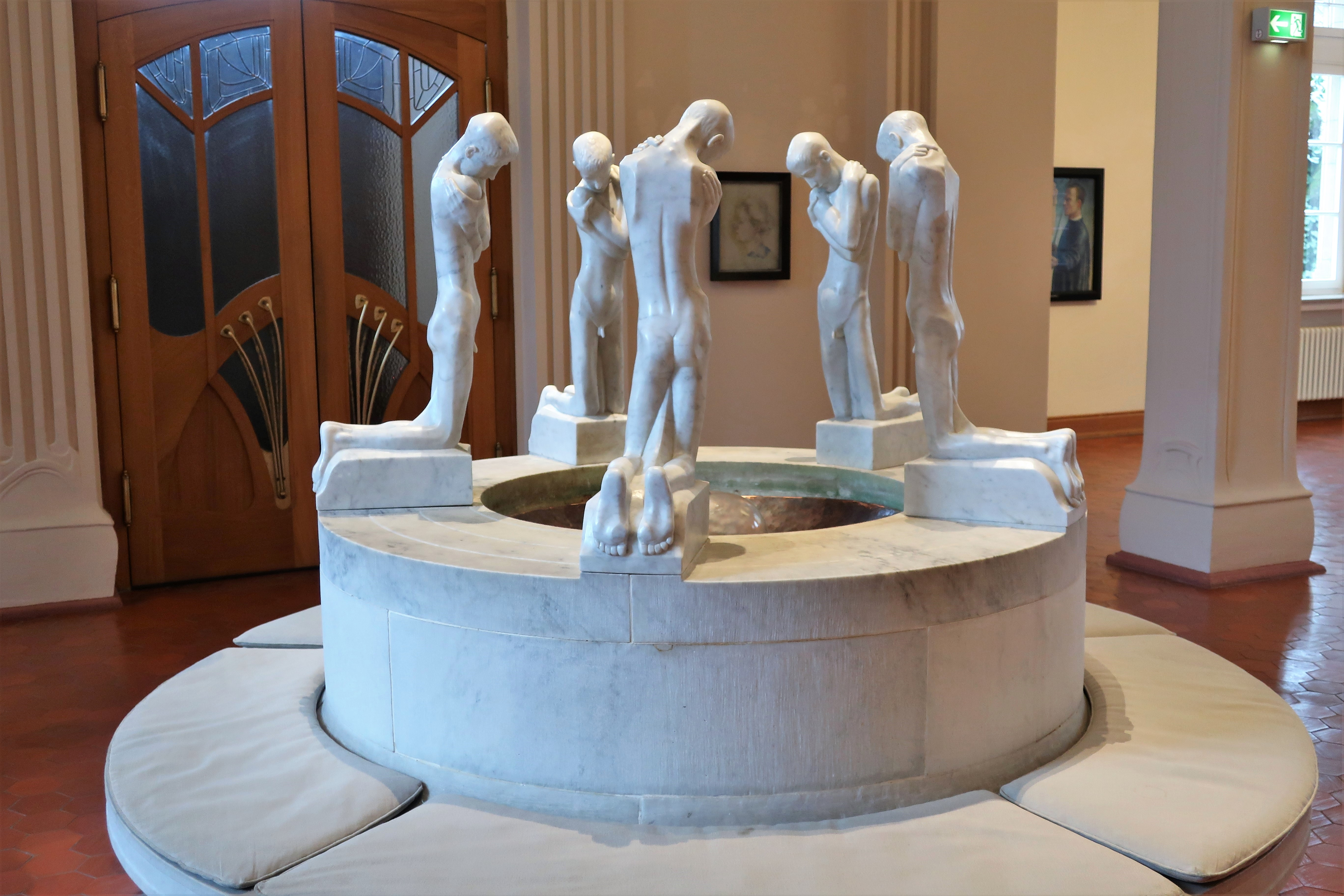
De Fontein der geknielden in een repliek van Paul Kussmann (1972). Het marmeren origineel van Minne uit 1905 bevindt zich in het Museum Folkwang. Het gips maakte hij rond 1898.
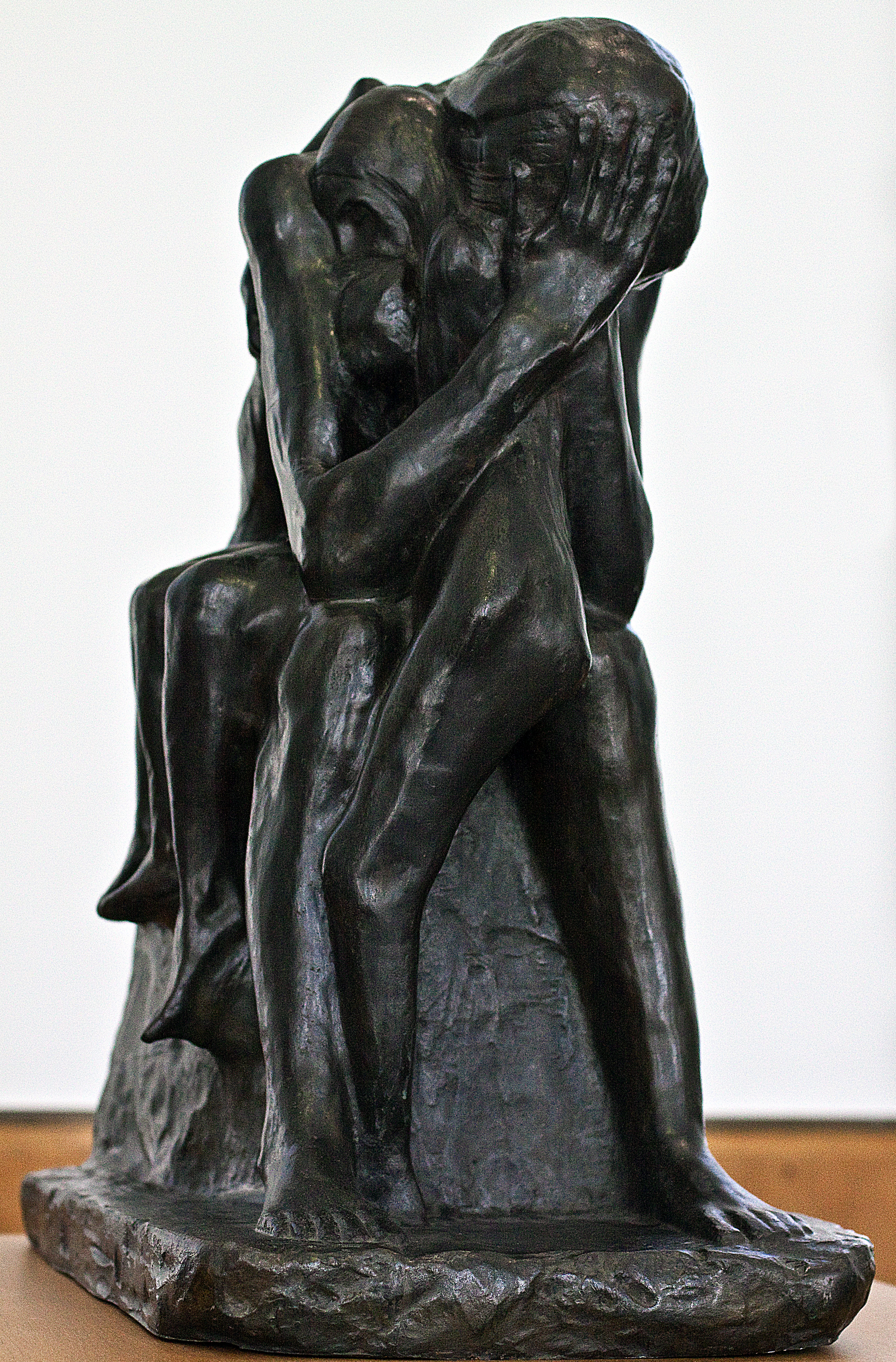
De Smart, 1888 Museum Boijmans Van Beuningen
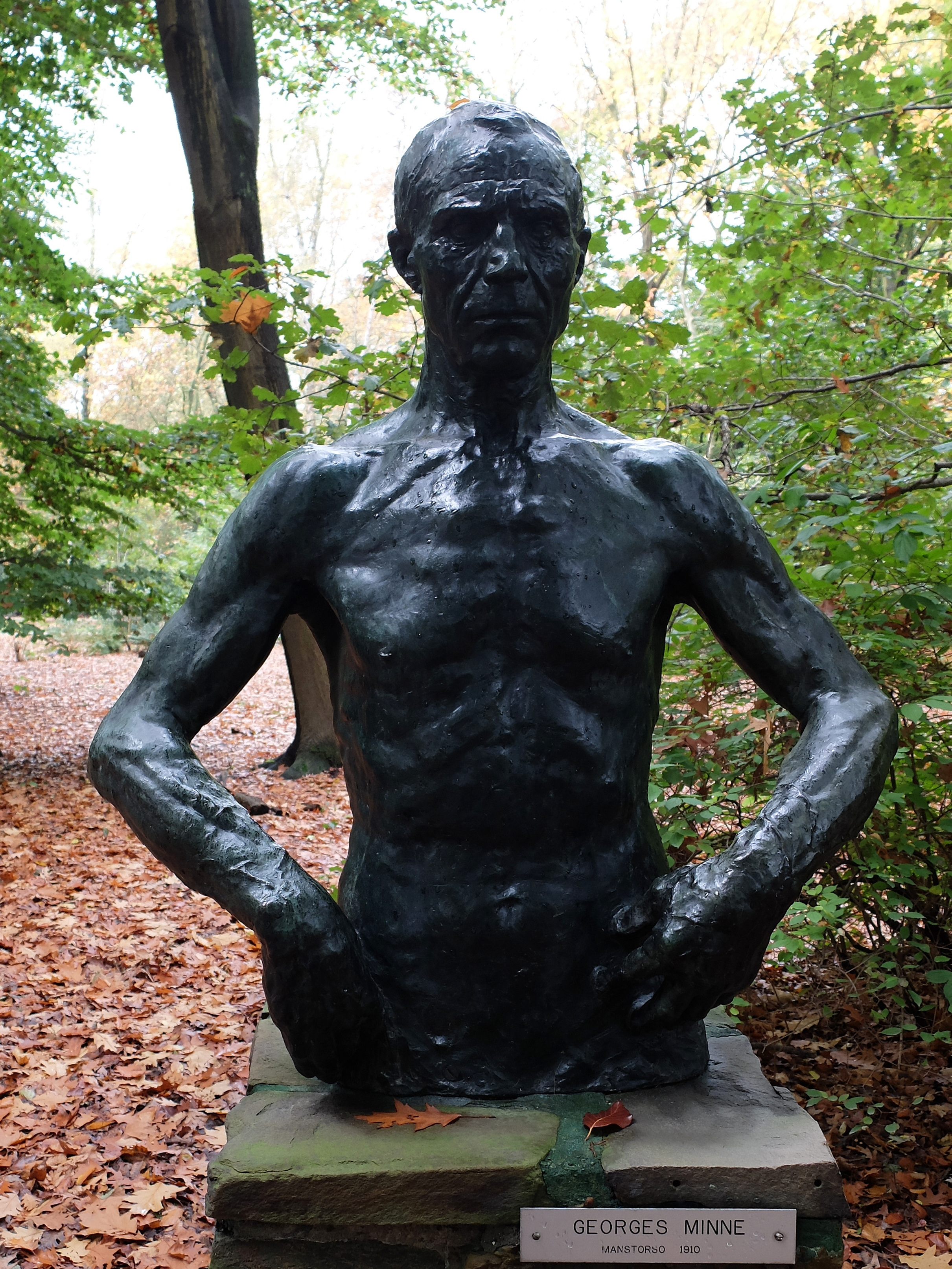
Manstorso, 1910,  Openluchtmuseum voor beeldhouwkunst Middelheim
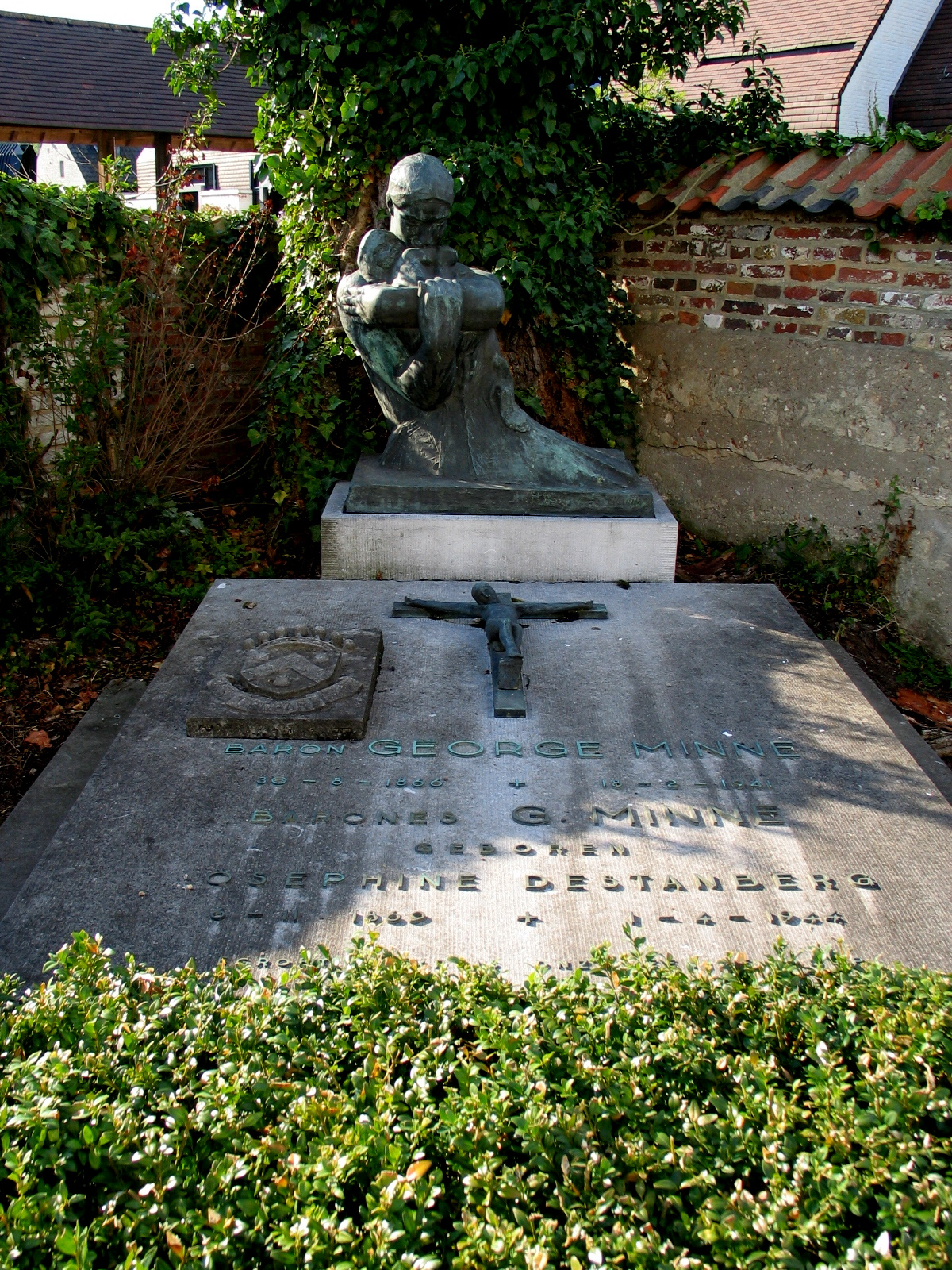
Het graf van Minne te Sint-Martens-Latem

## Fontein
Zijn werk De Knapenfontein of De Fontein der geknielden in marmer werd in 1898 als concept reeds uitgedacht, maar pas in 1900 uitgewerkt. In 1905 werd het beeldhouwwerk op aangeven van Henry van de Velde aangekocht voor het Museum Folkwang te Hagen. In 1922 werd het naar Essen overgebracht, waar sinds 1972 een repliek staat in het Osthaus Museum Hagen.
Ter hoogte van het Belfort te Gent juist naast Klokke Roeland staat sinds 1930 een bronzen versie van de beeldengroep De fontein der geknielden opgesteld. Het originele gipsmodel bevindt zich in het Museum voor schone kunsten te Gent. Voorts bevinden zich bronzen versies van de beeldengroep in de tuin van het parlementsgebouw te Brussel, in Wenen en op het graf van Robert Long in Den Haag.

## Selectie van werken in diverse musea
- Abby Museum Kortrijk
  - Geknielde jongeling, 1925, brons
- Museum voor schone kunsten Antwerpen
  - Le petit porteur de reliques, 1897, marmer
  - Solidariteit, 1898, brons
- Museum voor schone kunsten Gent
  - Biddende non, 1894, gips
  - De verloren zoon, 1896, gips
  - Geknielde man en vrouw, graniet
  - Johannes de Doper, 1895, gips
  - De kleine geknielde, marmer, 47,5 cm
  - De knapenfontein of Fontein der geknielden, 1900, marmer (te Gent in gips en brons en te Essen
- Koninklijke Musea voor Schone Kunsten van België, Brussel
  - De kleine reliekdrager, 1897, marmer
  - De metselaar, 1897, hout
- Musée d'Orsay, Parijs
  - L'agenouillé à la fontaine, 1898, brons
  - Porteur d'outre, 1897, brons
- Neue Pinakothek, München
  - Zwei Knaben in einem Boot of Solidariteit, 1898, brons
- Ca' Pesaro, Venetië
  - L'uomo con l'otre, 1897, marmer
- Gemeentemuseum Den Haag
  - Moeder, haar dode kind bewenend, 1886, brons, hoogte 45,5 cm
  - De kleine Relikwiedrager, 1897, marmer, hoogte 67,1 cm
  - Baadster, 1928, brons, hoogte 36,5 cm
- Museum Boijmans Van Beuningen, Rotterdam
  - Rouwende moeder met haar beide kinderen (De Smart), 1888, brons,
- Clemens-Sels-Museum, Neuss (DE)
  - Staande jongen, 1900, brons
- Groeningemuseum te Brugge
  - Drie jonge vrouwen rond een graf, 1896, brons
- Museum Gevaert-Minne, Sint-Martens-Latem
  - De baadster (I), 1899, gips
  - Geknielde jongeling, brons

- Voor de Basiliek van Koekelberg maakte Minne het Heilig Hartbeeld op het altaar van het sacramentskoor in de apsis. Hij maakte eveneens een  calvarie in brons, die te bezichtigen is aan de buitenkant van de kerk.

## Nalatenschap
- De naam van George Minne leeft voort in verschillende straten die naar hem vernoemd zijn: George Minnelaan in zowel Sint-Martens-Latem als in Kortrijk, George Minneplein in Gent, en George Minnestraat in Evergem.
- Het voormalige woonhuis van de kunstenaar is gelegen aan de Kortrijksesteenweg 62 te Sint-Martens-Latem, en is vastgesteld bouwkundig erfgoed. De woonst, genaamd Huize Minne, is thans private eigendom en fungeert als kantoorruimte.[3][4]
- Het Museum Gevaert-Minne in Sint-Martens-Latem herbergt enkele belangrijke sleutelwerken van de kunstenaar in een aparte zaal.

## Trivia
- De hoogste veilingopbrengst voor een werk van George Minne is 363.921 Dollar, behaald met L'Agenouillé de la fontaine of De geknielde aan de bron, geveild bij Christie's Amsterdam in 2009.[5]
- De Amerikaanse modeontwerper Rick Owens heeft herhaaldelijk en publiekelijk zijn bewondering uitgesproken voor het werk van George Minne. In zijn minimalistisch ingerichte woning neemt een exemplaar van De geknielde jongeling een prominente plaats in.